# Židovská vzpoura v Palestině 1944–1948
Židovská vzpoura v Palestině byla polovojenské tažení sionistických milicí (Irgun, Lechi, Hagana, Palmach) proti britské nadvládě nad mandátní Palestinou, které probíhalo mezi lety 1944 a 1948. Napětí mezi sionistickými militanty a britskou správou eskalovalo koncem třicátých let a zejména vydáním MacDonaldovy bílé knihy (1939) omezující židovskou imigraci do Palestiny. Konflikt se znovu rozhořel s koncem druhé světové války.
Ozbrojený partyzánský boj a sabotáže započaly radikálnější milice Irgun a Lechi, a to již v roce 1944, kdy bylo zřejmé, že došlo k porážce Osy v oblasti Blízkého východu. Milice útočily na britské policejní a správní cíle. Lechi například v listopadu 1944 spáchala atentát na britského politika Lorda Moynea. Hagana v té době ještě spolupracovala s Brity a na příslušníky Lechi pořádala tzv. loveckou sezónu. Nicméně po definitivním konci druhé světové války na podzim 1945, kdy již bylo zřejmé, že Britové neuvolní imigrační politiku do Palestiny, se ke vzpouře přidala i Hagana. Milice se spojily do Židovského hnutí odporu. Hagana útočila na imigrační úřady, zatímco Irgun a Lechi na vojenské a politické cíle. Spojenectví milicí se rozpadlo poté, co Irgun spáchal bombový útok na hotel Krále Davida, při kterém zemřelo devadesát lidí. Hagana se opět odloučila od Irgunu a Lechi. Nicméně všechny pokračovaly ve vzpouře.
V roce 1947 předali Britové řešení konfliktu v Palestině OSN. Ta zřídila Zvláštní komisi OSN pro Palestinu, která v listopadu 1947 představila Plán OSN na rozdělení Palestiny. Ještě téhož měsíce ho schválilo Valné shromáždění OSN. Ihned poté v Palestině vypukla občanská válka mezi Židy a Araby. V polovině května 1948 vypršel britský mandát a Židé zareagovali okamžitým vyhlášením státu Izrael.
Konflikt vedl k zvýšenému výskytu antisemitismu ve Spojeném království. Například, když v červenci 1947 Irgun zajal a oběsil dva britské poddůstojníky, vyvolalo to ve Spojeném království nepokoje vůči Židům.

## Historie

### Pozadí
Po arabském povstání z let 1936–1939 a vyšetřování Peelovy komise, Britové v květnu 1939 uzákonili tzv. Macdonaldovu bílou knihu. Ta ukotvila, že Britové dovedou do deseti let Palestinu ke vzniku nezávislého státu s arabskou většinou a židovskou menšinou s rovnými právy. Současně omezovala židovskou imigraci na 75 000 osob během pěti let. Poté měli další imigraci schvalovat Arabové. V reakci započala ilegální imigrace Židů do Palestiny (tzv. Alija Bet). Ilegální převaděčství organizovaly skupiny revizionistického sionismu a Irgun. V roce 1938 se proti této praxi vymezila oficiální Židovská agentura, která se obávala zastavení legální migrace.
Po vypuknutí druhé světové války se národnostní boje v Palestině upozadily. Jišuv například dočasně přestal brojit proti Britům, jelikož hrozba nacistického Německa byla naléhavější. Židovský vůdce David Ben-Gurion například vyzval židovskou komunitu následujícími slovy: „Podporujte Brity, jako by žádná Bílá kniha neexistovala, a stavte se proti Bílé knize, jako by žádná válka nebyla.“ V srpnu 1940 ovšem Avraham Stern vystoupil z Irgunu a založil ještě radikálnější organizaci Lechi, která měla bojovat s Brity i přes probíhající válku. Stern následně zaslal Hitlerovi nabídku, že mu pomůže dobýt Blízký východ, pokud zbaví Palestinu Britů. Nabídka zůstala ze strany nacistů bez odezvy. V prosinci 1942 již Spojenci věděli o vyvražďování Židů v Evropě, nicméně Britové nadále trvali na dodržování Bílé knihy. V té době zbývalo již jen 34 000 imigračních povolení, které byly do konce války téměř všechny vyčerpány. Britové současně obraceli zpět lodě s Židy směřujícími k Palestině (například pozdější případ lodi Exodus).
Během předvolební kampaně pro všeobecné volby ve Spojeném království 1945 Labouristická strana slíbila, že v případě vítězství zruší Macdonaldovu bílou knihu z roku 1939. Například budoucí ministr financí, Hugh Dalton, podporoval vysídlení Arabů a rozšiřování hranic židovského státu. Ovšem po vítězství Labouristů ve volbách nový ministr zahraničních věcí, Ernest Bevin, zachoval imigrační restrikce z Bílé knihy. Bevin také podporoval příslib vytvoření arabského nezávislého státu s židovskou menšinou s plnými právy. Obával se, že by vytvoření židovského státu vyvolalo odpor arabských států a destabilizovalo dominantní britskou roli v regionu. Současně věřil, že by přeživší holokaustu měli získat domov v Evropě a ne na Blízkém východu.
Mezitím pokračovala ilegální migrace. Ve východní Evropě například Aba Kovner organizoval ilegální operace útěků Židů z právě se uzavírajícího sovětského bloku. Britové se současně snažili zabránit další emigraci Židů v zemích původu. V britské zóně poválečného Německa například odmítali uznat jejich národnost coby Židů a tím zamezit emigraci. Dále tlačili na Polsko, aby zavedlo emigrační politiky, jelikož Polsko v té době nechávalo svou židovskou populaci volně vycestovat bez nutnosti víz a jakýchkoliv povolení. Polská vláda podporovala emigraci, jelikož jí to usnadňovalo řešení restitucí za majetek zabavený Židům. Kvůli ilegální imigraci Britové znovuotevřeli internační tábor Atlit. Na něj v listopadu 1945 zaútočíly oddíly  Palmach a osvobodily 200 zadržených Židů. Následně Britové otevřeli internační tábory na Kypru. Šlo o dvanáct táborů fungujících v letech 1946 až 1949, ve kterých bylo zadrženo 53 000 Židů. Evropští Židé v této době získali podporu Spojených států amerických. I proto v roce 1946 vznikl Anglo-americký vyšetřovací výbor, který měl židovskou imigraci do Palestiny vyřešit. Výbor doporučil okamžité přijetí 100 000 Židů do Palestiny. Na Brity v této věci tlačil prezident Harry S. Truman. Nicméně britský ministr zahraničních věcí Bevin uvedl, že jen proto, „že sami nechtějí tolik Židů v New Yorku“. Britský předseda vlády Clement Attlee oficiálně sdělil, že k otevření židovské imigrace nedojde, dokud se židovské milice nevzdají ozbrojeného boje.

### Vzpoura

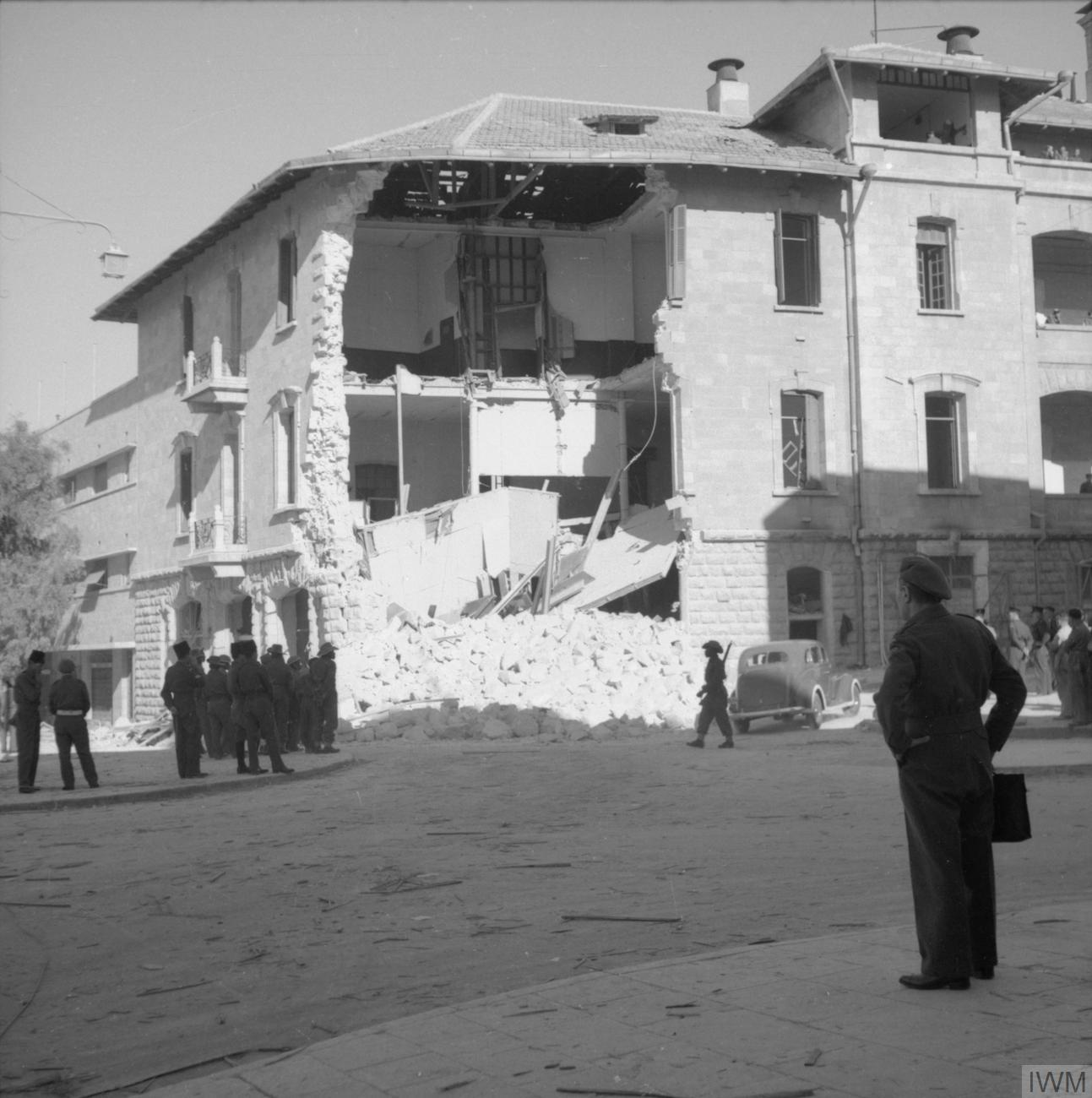
Následky bombového útoku na britské vojenské velení v Jeruzalémě (1945)

Na podzim 1943 se Irgun pod vedením Menachema Begina obrátil na Lechi s nabídkou společné vzpoury proti Britům. Nicméně ta měla vypuknout až bude zřejmé, že je nacistické Německo poraženo. Lechi veřejně vyhlásil vzpouru proti Britům již v únoru 1944 a požadoval předání moci židovským organizacím. Následně provedli sérii bombových útoků na britské imigrační a daňové úřady v Jeruzalémě, Tel Avivu a Haifě, a také sérií atentátů na britské policisty. Velký počet útoků vyvolal pohoršení u Židovské agentury, která se obávala ztráty své legitimity a demokratického úsilí o židovský stát. Lechi v listopadu 1944 spáchala atentát na britského politika Lorda Moynea. Hagana v té době ještě spolupracovala s Brity a na příslušníky Lechi pořádala tzv. loveckou sezónu. Britové také zřídili internační tábory pro příslušníky Irgunu a Lechi v Africe.

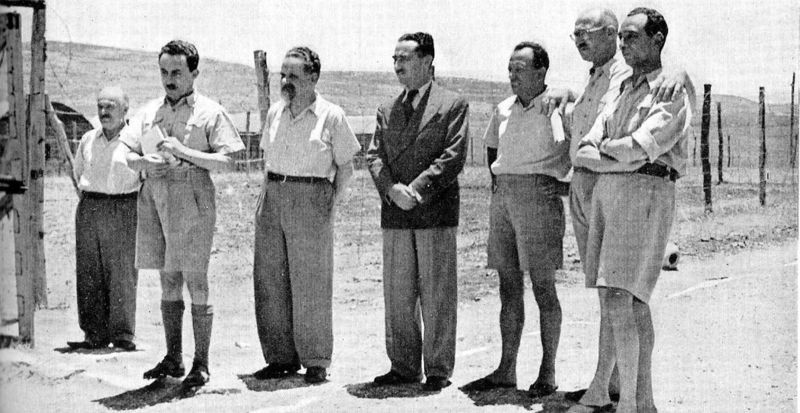
Sionističtí vůdci zatčení během operace Agáta (1946). Zleva: David Remez, Moše Šaret, Jicchak Gruenbaum, Dov Josef, David Hakohen a Iser Har'el.

Po definitivním konci druhé světové války na podzim 1945, kdy již bylo zřejmé, že Britové neuvolní imigrační politiku do Palestiny, se ke vzpouře přidala i Hagana. Milice se spojily do Židovského hnutí odporu. Mezi sabotážní akce patřila tzv. Noc vlaků a Noc mostů. Hagana útočila na imigrační úřady, zatímco Irgun a Lechi na vojenské a politické cíle.

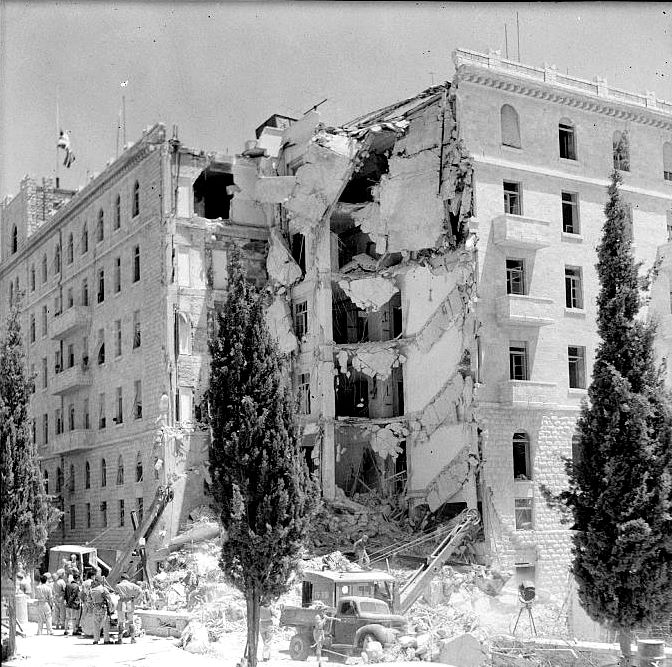
Následky bombového útoku na hotel Krále Davida v Jeruzalémě (1946)

V červnu 1946 britské jednotky provedly rozsáhlý zátah s krycím označením operace Agáta. Spojenectví milicí se rozpadlo poté, co Irgun spáchal bombový útok na hotel Krále Davida, při kterém zemřelo devadesát lidí. Hagana se opět odloučila od Irgunu a Lechi. Nicméně všechny pokračovaly ve vzpouře. Britové provedli odvetnou operaci Žralok, při které zatkli řadu členů židovských milicí včetně příslušníků vedení (například Jicchak Šamir). V říjnu 1946 Irgun provedl bombový útok na britskou ambasádu v Římě a v prosinci 1946 tzv. Noc bití. V lednu 1947 Lechi provedla bombový útok na policejní stanici v Haifě. Šlo pravděpodobně o historicky první bombový útok za použití náloží v automobilu.

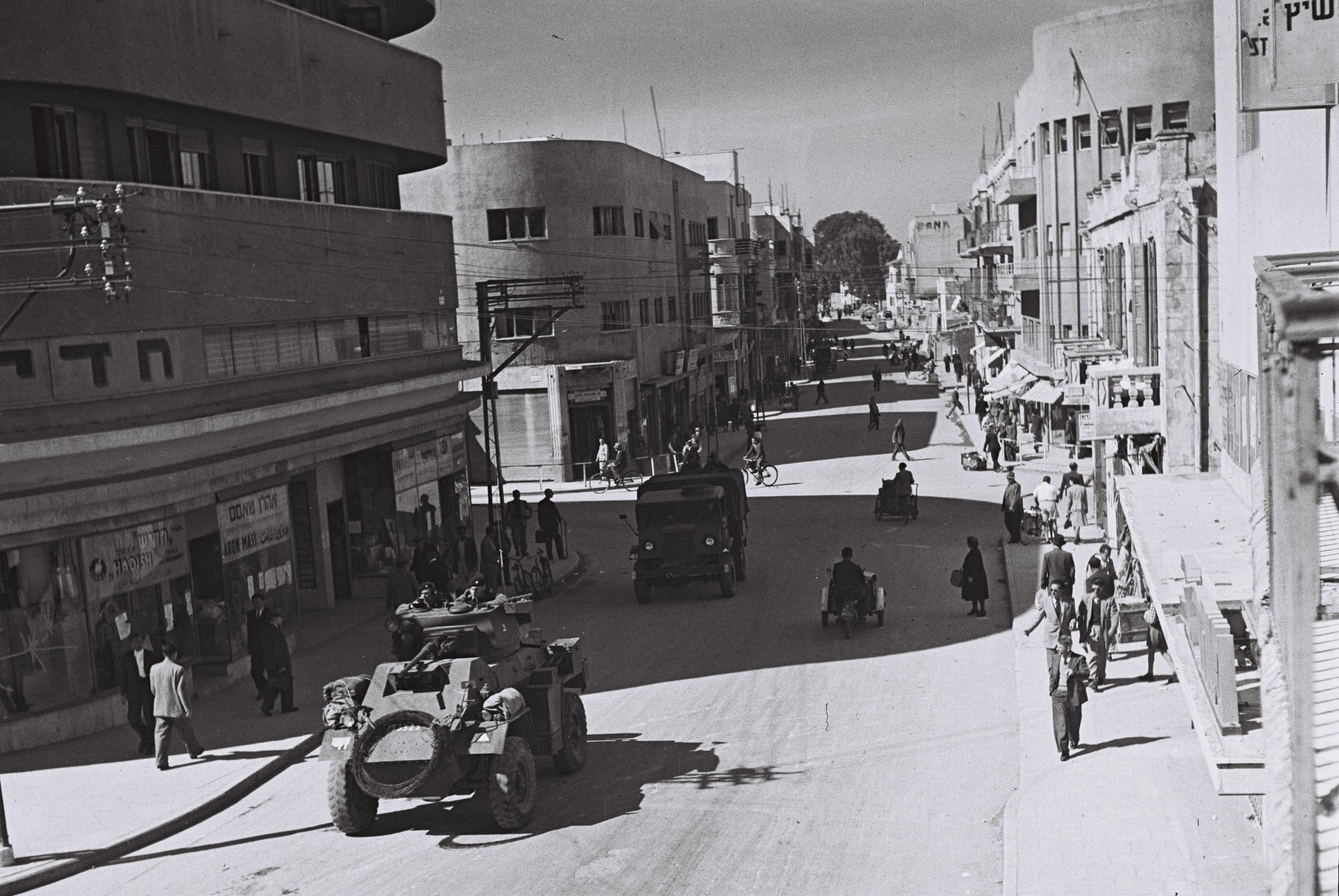
Britská armáda během stanného práva na ulici v Tel Avivu (1947)

V březnu 1947 britská armáda zavedla v židovských oblastech Palestiny stanné právo. To následovalo po nové sérii útoků na britské cíle. Britové rychle zavedli zákaz vycházení a prováděli prohlídky. Postiženo bylo až 300 000 Židů. Židovští obyvatelé v oblastech pod stanným právem měli nařízený zákaz vycházení s výjimkou tří hodin denně. Civilní služby byly pozastaveny a pravomoc nad civilními trestnými činy byla převedena na vojenské soudy. Většina telefonních služeb byla přerušena, řízení vozidel bylo zakázáno a pohyb do a z postižených oblastí vyžadoval povolení. Vojákům byla udělena dohlížecí pravomoc a bylo jim nařízeno, aby zastřelili každého, kdo poruší zákaz vycházení. Stanné právo bylo po patnácti dnech zrušeno. Britské úřady oznámily, že 78 lidí bylo zatčeno za podezření z povstalecké aktivity, z nichž 15 bylo identifikováno jako členové Lechi, 12 jako členové Irgunu a zbytek „s vazbami“ na tyto organizace. Jišuv v důsledku stanného práva utrpěl odhadem 10 milionů dolarů v ekonomických ztrátách. V dubnu 1947 britské vojenské soudy odsoudily a popravily několik členů Lechi. V květnu 1947 Irgun uskutečnil útěk z věznice Akko, kdy osvobodil téměř tři desítky členů milicí.
Britové se v téže době vzdali mandátu nad Palestinou. OSN následně zřídila Zvláštní komisi OSN pro Palestinu. Ta v listopadu 1947 představila Plán OSN na rozdělení Palestiny. Ihned poté v Palestině vypukla občanská válka mezi Židy a Araby. V polovině května 1948 vypršel britský mandát a Židé zareagovali okamžitým vyhlášením státu Izrael.

### Propagační kampaň
Povstání bylo spojeno s místní a mezinárodní propagandistickou kampaní s cílem získat sympatie v zahraničí. Orgány Jišuvu publikovaly zprávy o neutěšené situaci přeživších holokaustu a o britských pokusech zastavit jejich migraci do Palestiny, a to v naději, že vyvolají negativní publicitu proti Británii po celém světě. Ben-Gurion veřejně prohlásil, že židovské povstání bylo „živeno zoufalstvím“, že Británie „vyhlásila válku proti sionismu“ a že britskou politikou bylo „likvidovat Židy jako lid“. Zvláštní význam mělo britské zachycení převaděčů převážejících židovské migranty. Velkou mediální událostí se stal zejména incident s lodí SS Exodus. Propaganda proti Britům ohledně jejich zacházení s uprchlíky byla šířena po celém světě, včetně tvrzení, že Exodus byl „plovoucí Osvětim“. V jednom incidentu, poté, co dítě zemřelo na moři na palubě lodi Alija Bet, bylo tělo veřejně vystaveno tisku poté, co loď zakotvila v Haifě za účelem přepravy cestujících na Kypr, a novinářům bylo řečeno, že „špinaví nacisticko-britští vrazi udusili tuto nevinnou oběť plynem“.
Prostřednictvím dobře organizované mezinárodní propagandistické kampaně Irgun a Lechi oslovily potenciální mezinárodní příznivce, zejména ve Spojených státech amerických a zejména mezi americkými Židy, kteří stále více sympatizovali se sionistickou věcí a začali být nepřátelští vůči Británii. Jejich propaganda tvrdila, že: Britská omezení židovské imigrace byla porušením mezinárodního práva, protože porušila podmínky mandátu; Britská vláda v Palestině byla represivní a proměnila zemi v policejní stát; Britská politika byla nacistická a antisemitská; vzpoura byla židovská sebeobrana; a povstalci vítězili a stažení Britů z Palestiny bylo nevyhnutelné. Tato propaganda, spojená s prohlášeními a činy britských představitelů a příslušníků bezpečnostních sil interpretovaných jako antisemitská, získala povstalcům mezinárodní důvěryhodnost a posloužila k dalšímu pošpinění obrazu Británie.